# Sideróforo
Sideróforo é um composto orgânico que atua na captação de ferro pelos organismos como bactérias. De maneira geral, os sideróforos são moléculas orgânicas de, relativamente, baixo peso molecular e que formam ligações estáveis com o ferro do solo, solubilizando-o e transportando-o.
As bactérias excretam o sideróforo no ambiente próximo a ela, que forma um composto solúvel com o ferro e, em seguida, é absorvido para o interior da bactéria, onde o ferro será transportado para a região de interesse.